# Przedecz
Przedecz és una ciutat de Polònia, pertany al voivodat de Gran Polònia, al powiat de Koło. El 2016 tenia 1.726 habitants.

## Història
La primera menció històrica de Przedecz data del 1136. En una butlla el Papa Innocenci II cita la vila dins de les possessions de l'arquebisbe de Gniezno. Els cavallers teutònics prengueren el control de la fortalesa el 1329 i rebatejaren la localitat amb el nom de Mosburg.
El 1343, després de la pau de Kalisz, Przedecz tornà sota sobirania polonesa. Casimir III compra Przedecz a l'arquebisbe de Gniezno el 1347 i hi construeix un castell, les obres del qual acaben el 1360. El 1365 Przedecz rep els privilegis de ciutat i esdevé la seu d'una starosta. El 1420 Ladislau II Jagelló acorda els drets de Magdeburg a la ciutat. A la mateixa època rep el privilegi d'organitzar un mercat setmanal i dues fires anuals. A partir del 1454 la starosta forma part de la dot de la reina Elisabet d'Habsburg.
Durant el Diluvi polonès, la ciutat fou destruïda i incendiada. El 1794, després del segon repartiment de Polònia, la vila quedà annexionada a Prússia. El 1807 torna al Ducat de Varsòvia. Després del Congrés de Viena el 1815 es troba al Regne del Congrés, controlat pels russos. Fins a l'esclat de la Insurrecció de Novembre, Przedecz és un centre important de la indústria tèxtil i drapaire. El 1867 perdé l'estatus de ciutat, que no el tornà a recuperar fins al 1919. El 1939 la ciutat tenia 3.600 habitants. Després de la Segona Guerra Mundial la ciutat no tornà a recuperar-se. La comunitat jueva, històricament important a la ciutat, desaparegué. Eren 769 membres abans que arribessin els alemanys, la meitat dels quals foren assassinats i l'altra meitat tancats en un gueto abans de ser enviats al camp d'extermini de Chełmno.